# Hawkins\Brown
Hawkins\Brown Architects — це архітектурна компанія зі студіями в Лондоні та Манчестері.

## Історія

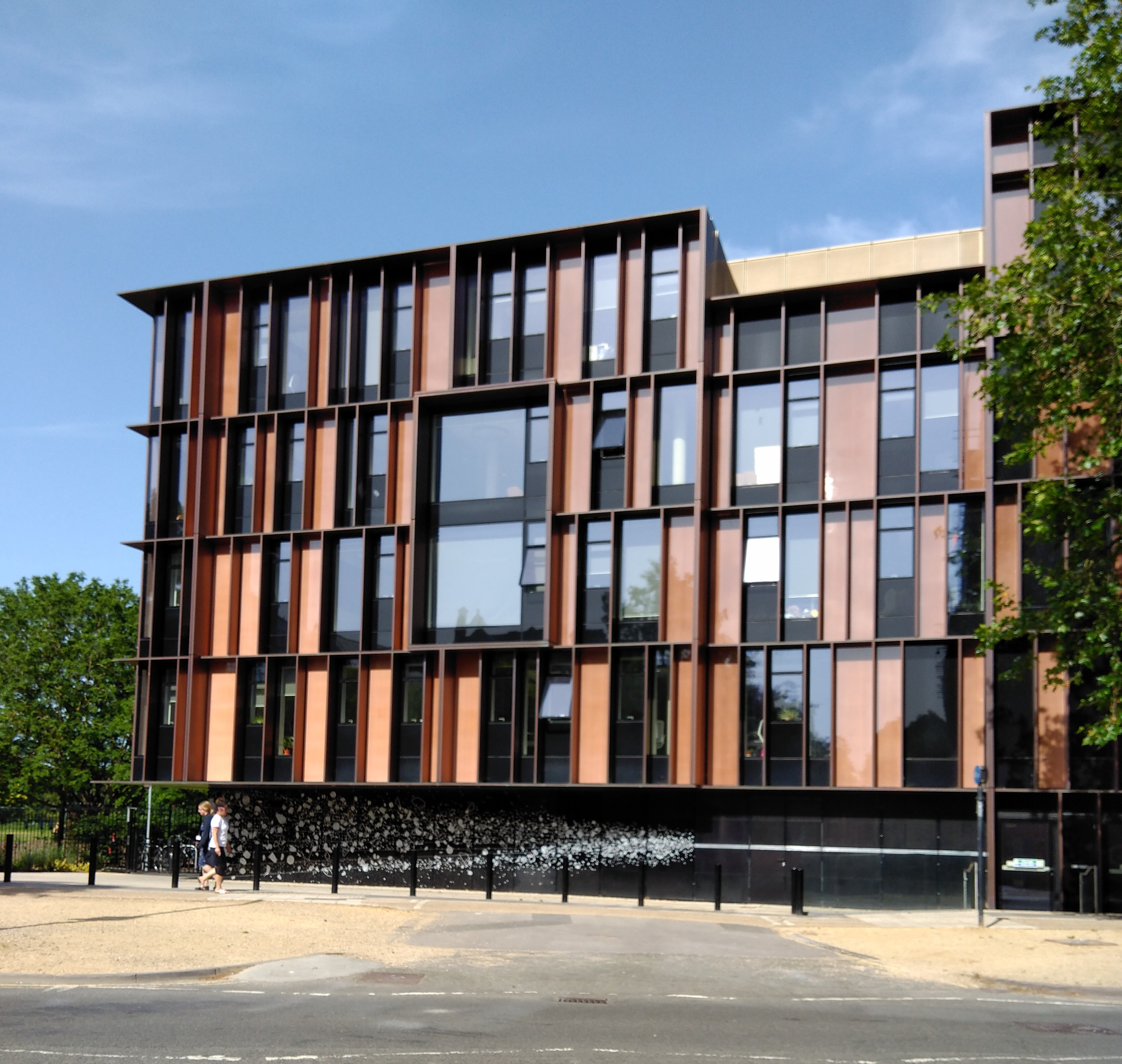
Будівля Бікрофт, Оксфорд (спроєктована Hawkins\Brown)

Компанія була створена Роджером Гокінзом і Расселом Брауном в 1988 році.
Hawkins\Brown вигравав та потрапляв у шорт-лист нагород, включаючи журнал Architects' Journal (AJ) Practice of the Year та AJ Employer of the Year. Компанія двічі виступала на Венеційському бієнале і потрапляла до шорт-листа премії RIBA Stirling Prize за проєктування житлового комплексу Парк-Гілл у Шеффілді.
У 2016 році Hawkins\Brown отримала 2-зіркову акредитацію в рейтингу «100 найкращих компаній, де варто працювати» від The Sunday Times. Будівля Beecroft, спроєктована студією для фізичного факультету Оксфордського університету, відкрита в 2018 році, потрапила в шорт-лист національної нагороди Королівського інституту британських архітекторів у 2019 році.